# Christliche Wähler-Einheit
Die Christliche Wähler-Einheit e. V. (CWE) ist eine freie und unabhängige Wählergemeinschaft im Landkreis Fulda.
Die CWE wurde am 3. Mai 1967 in Hünfeld gegründet. Nach der Gebietsreform 1972 breitete sie sich vom Altkreis Hünfeld in den Kreis und die Stadt Fulda aus, nach Ortsverbandsgründungen im gesamten Kreis Fulda stieg die Zahl der Mitglieder auf über 800. Mitglied kann jeder werden, der keiner politischen Partei angehört. Sie ist keine Partei, sondern rechtlich ein Verein mit heute über 600 Mitgliedern. Vorsitzender des Kreisvorstandes Fulda ist Thomas Grünkorn. Inhaltlich sieht sie sich als Alternative zu den etablierten Parteien und fordert mehr „Bürgernähe“.
Die Arbeit der Christlichen Wählereinheit beschränkt sich auf den Landkreis Fulda. Sie wurde bei der Wahl im Jahr 2021 mit vier Sitzen nach CDU, SPD, Bündnis 90/Die Grünen, AfD und FDP sechststärkste Fraktion im Kreistag. In den Gemeindevertretungen der Gemeinden Burghaun, Eichenzell, Eiterfeld, Hilders, Hofbieber, Künzell, Nüsttal, Petersberg und Poppenhausen und in den Stadtverordnetenversammlungen der Städte Fulda und Hünfeld ist sie mit eigenen Mandatsträgern vertreten.